# 48-ма інженерна бригада (Україна)
48-ма Кам'янець-Подільська інженерна бригада (48 ІБр, в/ч А2738, пп В1527) — військове формування інженерних військ України. Дислокується в місті Кам'янець-Подільський Хмельницької області. Бригада підпорядковується Командуванню Сил підтримки Збройних Сил України.
Окремі батальйони бригади брали участь у війні на сході України з 2014 року, ще до входження до складу 48-ї бригади.
Тривалий час 48-ма бригада була єдиною інженерною бригадою Збройних сил України.

## Історія

### Російсько-українська війна
30 листопада 2015 року в Кам'янці-Подільському Хмельницької області створена 48-ма інженерна бригада чисельністю близько 2500 військовослужбовців. Основою для створення став 11-й окремий понтонно-мостовий батальйон, бригада була розгорнута на фондах колишньої 275-ї Рогачовсько-Талліннської бази зберігання озброєння та техніки. Основою бригади стали окремі інженерні батальйони, сформовані на базі інженерних частин Збройних Сил України у 2014 році для виконання завдань у зоні бойових дій війни на сході України.
Під час навчань «Рубіж-2016» військові інженери 11-го окремого понтонно-мостового батальйону 48 бригади за дві години навели понтонно-мостову переправу довжиною 560 м через річку Дніпро під Херсоном. Було задіяно понад 500 військовослужбовців і близько 300 одиниць техніки. Це найбільша переправа, яку зводили понтонери за роки після відновлення незалежності.
Станом на листопад 2016 року половина батальйонів дислокується в Кам'янці-Подільському та виконує завдання в зоні АТО за ротаціями, а 309, 310 та 311 батальйони понад два роки без ротацій перебувають на Донеччині та Луганщині.
Півтора року без ротацій у зоні АТО провів 308 батальйон під командуванням полковника Леоніда Матвєєва. Батальйон виконував: фортифікаційне обладнання позицій військ, встановлення вибухових і невибухових загороджень, проведення заходів із маскування.[відсутнє в джерелі] Військовослужбовці підрозділу укріпили понад 30 передових позицій — під Торецьком, Луганським, Троїцьким, Попасною, поблизу шахти Бутовка.

## Структура
- управління (в тому числі штаб)
- 11 окремий понтонно-мостовий батальйон (в/ч А3290) м. Кам'янець-Подільський
- 308 окремий інженерно-технічний батальйон (в/ч пп В1423) м. Кам'янець-Подільський
- 309 окремий інженерно-технічний батальйон (в/ч пп В1527) м. Самбір
- 310 окремий інженерно-технічний батальйон (в/ч А4568, пп В1579) с. Ольшаниця Рокитнянського району Київської області
- 311 окремий інженерно-технічний батальйон (в/ч пп В1719) м. Мукачево
- 321 окремий інженерний батальйон[7] (в/ч А3479)[8] м. Кам'янець-Подільський
- підрозділи забезпечення
- загін штурму та розгородження[9]

## Командування
- (2015—2018) підполковник Коршок Віктор Миколайович[10][11][12]
- (з 2018) полковник Река Олександр Васильович[13][14]

## Традиції
23 серпня 2017 року з метою відновлення історичних традицій національного війська щодо назв військових частин, зважаючи на зразкове виконання поставлених завдань, високі показники в бойовій підготовці та з нагоди 26-ї річниці незалежності України, указом Президента України Петра Порошенка бригаді було присвоєне почесне найменування Кам'янець-Подільської. 24 серпня 2017 року на параді до Дня незалежності України Президент України Петро Порошенко вручив бригаді бойове знамено.
3 листопада 2023 року 48-ма інженерна Кам'янець-Подільська бригада Сил підтримки Збройних Сил України указом Президента України Володимира Зеленського відзначена почесною відзнакою «За мужність та відвагу». Глава держави привітав воїнів-інженерів зі святом та вручив стрічку почесної відзнаки командиру військової частини А2738 полковнику Олександру Реці.

## Герої України
- Плаксивий Владислав Михайлович (1 листопада 2024) — старший сержант[18].

## Втрати
- 14 травня 2016 року від ускладнень після пневмонії помер солдат 311-го батальйону Меренков Віктор Едуардович[19].
- 26 липня 2017 року помер заступник командира полковник Паровий Олександр Миколайович[20].
- 28 квітня 2018 - Паршенко Костянтин Сергійович, солдат. Загинув в смт Новоайдар, Луганська область[21].
- 27 лютого 2019 року в Кам'янці-Подільському похований військовослужбовець 48-ї бригади — Олексій[22][23]
- 10 травня 2019 року в автомобільній аварії загинули капітан Богдан Миколайович Авраменко та солдат Іван Кочергін[24].
- 24 лютого 2022 - Висльовський Євгеній Олександрович, солдат. Загинув в м. Олешки, Херсонська область[25].
- 4 серпня 2022 року під час виконання бойового завдання біля села Білогірка на Херсонщині загинув солдат Василь Мисак, позивний Сивий. Коли надавав медичну допомогу побратиму, отримав поранення внаслідок ворожого артилерійського обстрілу.
- 19 червня 2024 року на Харківському напрямку поблизу населених пунктів Кислівка і Іванівка загинув молодший сержант Голос Констянтин Анатолійович[26].